# Joe Perry (snookerzysta)
Joe Perry (ur. 13 sierpnia 1974) – angielski snookerzysta. Plasuje się na 20. miejscu pod względem zdobytych setek w profesjonalnych turniejach, w sierpniu 2025 miał ich łącznie 378.

## Kariera zawodowa
W gronie zawodowych snookerzystów występuje od 1991. Jego największym osiągnięciem w turniejach rankingowych był finał European Open na Malcie w 2001. Wygrał w tym turnieju m.in. z Matthew Stevensem, Jimmym White'em i Markiem Williamsem, a uległ w finale 2:9 Stephenowi Hendry'emu. Przez kilka sezonów figurował w czołowej „16” rankingu światowego (2002 jako nr 13).
W mistrzostwach świata w 2004 wyeliminował w II rundzie obrońcę tytułu M. Williamsa, w ćwierćfinale przegrał z M. Stevensem 10:13. W pojedynku z Williamsem osiągnął swój najwyższy break w turniejach – 145 punktów.
Podczas mistrzostw świata w 2008 osiągnął swój najlepszy wynik w tej imprezie, awansując do półfinału. W kwalifikacjach wygrał z byłym mistrzem świata Johnem Parrottem 10:8, mimo iż przegrywał już 5:8, natomiast w fazie głównej turnieju pokonał kolejno Graeme'a Dotta, Stuarta Binghama oraz Stephena Maguire'a. W walce o finał mistrzostw przegrał jednak z Allisterem Carterem 15:17.
Do końca sezonu 2010/2011, na swoim koncie zapisał 119 breaków stupunktowych.
W 2014 roku na Wuxi Classic miał szansę na pierwsze zwycięstwo w turnieju rankingowym, ale na drodze stanął mu Neil Robertson, który go pokonał 10-9.
W 2015 roku wygrał swój pierwszy turniej rankingowy zwyciężając w finale 2015 Players Championship. W turnieju Masters 2017 dotarł do finału przegrywając 7:10 z Ronnie'm O’Sullivan'em.